# Pierre Maisonnat
Pierre Maisonnat dit Baptiste, né le 5 juillet 1658 à Bergerac et mort après août 1714 à Amherst, est un corsaire français et un colon acadien.

## Rôle dans le conflit franco-anglais
Pierre Maisonnat combattit en 1690 durant la bataille de Port-Royal lors de la Première Guerre intercoloniale. Les fortifications de Port-Royal n'étaient pas terminées, ce qui permit aux forces anglaises de vaincre la résistance acadienne après une douzaine de jours de combat. Pierre Maisonnat et de nombreux combattants acadiens furent faits prisonniers et embarqués vers les colonies anglaises. Pierre Maisonnat réussit à s'enfuir et à rejoindre l'Acadie où le gouverneur, Joseph Robineau de Villebon lui demanda de protéger la population acadienne et de lui venir en aide, notamment en tant que corsaire et flibustier, afin de ravitailler les Acadiens en denrées alimentaires prises à l'ennemi.

## Piraterie
Dès la première année, il capture avec son équipage huit navires anglais dont un brigantin au large de Boston. Il reçut les éloges du gouverneur général du Canada, Louis de Buade de Frontenac. En 1694, il devint capitaine d'un navire de guerre le Bonne avec lequel il continua à capturer maints navires anglais chargés de victuailles ou de biens. Le 24 mai 1695, il engage un combat naval avec un autre navire anglais au large de Boston. Après plusieurs heures d'échanges de canonnades, son bateau est coulé près de la côte. Son équipage et lui atteignent la terre et finissent par regagner l'Acadie.
En 1696, il conduit l'explorateur et militaire Pierre Le Moyne, sieur d'Iberville et d'Ardillières dans une expédition militaire contre les Anglais lors de la capture de Fort Pemaquid au cours duquel ils prennent le fort anglais et le détruisent. Les forces anglaises répliquent quelques mois plus tard en attaquant la capitale acadienne de Nashwaak lors de la bataille de Fort Nashwaak. La canonnade française met en déroute les nombreux assauts des forces anglaises qui rembarquent après cette défaite.
Pierre Maisonnat continue sa piraterie contre les navires marchands anglais remportant à chaque fois des prises importantes. Néanmoins, en mai 1697, il est finalement capturé par les Anglais. Le Traité de Ryswick signé en 1697 à Rijswijk, ville hollandaise des faubourgs de La Haye, met fin à la guerre de la Ligue d'Augsbourg entre Louis XIV et la Grande Alliance et permet la libération de nombreux prisonniers acadiens dont Pierre Maisonnat. 
En 1702, le corsaire Pierre Maisonnat est de nouveau capturé par les Anglais. La reine Anne de Grande-Bretagne demande aux responsables militaires britanniques de ne point échanger Pierre Maisonnat contre des prisonniers anglais et qu'il soit pendu. Mis au secret, il attendre plusieurs années le résultat des tractations diplomatiques entre la France, représenté par le gouverneur de l'Acadie, Jacques-François de Monbeton de Brouillan successeur de Joseph Robineau de Villebon et l'Angleterre. En 1704, après le raid sur Deerfield par les forces franco-amérindiennes et un grand nombre de prisonniers anglo-américains, les autorités britanniques finissent par échanger Pierre Maisonnat et d'autres prisonniers acadiens, notamment Noël Doiron en 1705. Ils arrivent à Port-Royal le 18 septembre 1706.
Pierre Maisonnat prend part à la défense de Port-Royal lors du siège de Port-Royal (1707) par les Anglais. Après cette bataille il continue sa piraterie jusqu'en 1711.
En 1714, le gouverneur de l'Acadie, Philippe de Pastour de Costebelle le fait appeler pour lui demander conseil pour l'édification de la future forteresse de Louisbourg sur l'île Royale du Cap-Breton en Acadie.